# White Oak (Pensilvânia)
White Oak é um distrito localizado no estado norte-americano da Pensilvânia, no Condado de Allegheny.

## Demografia
Segundo o censo norte-americano de 2000, a sua população era de 8437 habitantes.
Em 2006, foi estimada uma população de 8108, um decréscimo de 329 (-3.9%).

## Geografia
De acordo com o United States Census Bureau tem uma área de 17,4 km², dos quais 17,3 km² cobertos por terra e 0,1 km² cobertos por água.

## Localidades na vizinhança
O diagrama seguinte representa as localidades num raio de 4 km ao redor de White Oak.